# Find the River
"Find the River" er en sang af det alternative rockband R.E.M., der blev udgivet som den sidste single fra deres ottende studiealbum Automatic for the People. Det var det tolvte og sidste nummer på denne anmelderroste udgivelse. Sanget nåede ikke ind på Billboard Hot 100 og nåede heller ikke højt op på UK Singles Charts, hvor den toppede som nummer 54 i december 1993. Det var den første R.E.M.-sang der ikke nåede ind i top 40 siden "Get Up" fra 1989.
Om sangens baggrundsvokal har Mike Mills udtalt til Melody Maker: "'Harborcoat' fra Reckoning fik mig, Michael og Bill til at lave helt forskellige ting, og alligevel virker det sammen. Pga. produktionen insisterede vi på Mitch og Don, hvilket jeg ved må have været enormt frustrerende for dem, og det er derfor svært at gennemskue præcis hvad der foregår. VI forsøgte igen på "Find The River." Jeg havde en ide om at Bill og jeg skulle lave nogle harmonier uden at lytte til hiannden. Det er fantastisk fordi mine er angst-drevne emontionelle ting, og Bills er virkelig lavmælte og passive. De er modsatte ender af spektret, men der er der begge tog, og det er det smukke."
Musikvideoen blev indspillet i september 1992 i Malibu, Californien, og den blev instrueret af Jodi Wille. Den viser en afpildet studieoptræden med bandet og kunstneren Henry Hill fra Los Angeles. I An Hour with R.E.M., som blev vist på MTV UK inden bandets optræden i Kölner Dom i 2001 som blev vist på TV, introducerede Mills videoen og forklarede at han valgte den "fordi... jeg har aldrig set den og jeg har absolut ingen ide om, hvad der er i den."
I Warner Bros. promo-video for Automatic for the People ses bandet optræde med sangen live i deres øverum i Clayton Street.

## Spor
Alle sange er skrevet af Bill Berry, Peter Buck, Mike Mills og Michael Stipe.
1. "Find the River" – 3:49
2. "Everybody Hurts" (live)* – 5:32
3. "Orange Crush" (instrumental) – 3:54

- Optaget ved MTV Video Music Awards, Universal City, Californien; den 2. september, 1993. Den britiske 7" single indeholder ikke den tredje sang.

### Hitlister
| Hitliste (1993)  | Højeste placering |
| ---------------- | ----------------- |
| UK Singles Chart | 54                |